# Formosa (província)
Formosa é uma província do Chaco argentino. Com uma extensão territorial de 72 066 km² e população de 486 559 habitantes (censo de 1991), tem, como capital, a cidade de Formosa.

## História
O atual território da província estava habitado no século XVI por índios guaranis, paiaguás, wiichis e pilagás, entre outros. Com a colonização espanhola, passou a fazer parte do território do Vice-Reino do Rio da Prata.

A província de Formosa pertencia ao Paraguai desde 1811, bem como a província de Misiones, que foi cedida à Argentina em 1852 por Carlos Antonio López, pai de Francisco Solano López, em troca do reconhecimento argentino da independência paraguaia.
Em relação à província de Formosa, a situação era mais complexa, pois ela faz divisa com o Departamento Central, estando a própria capital do Paraguai, Assunção, localizada à margem do rio que divide as duas regiões. Os paraguaios não cederiam, portanto, este território a não ser em virtude de uma guerra.
"Para a Argentina, a Guerra do Paraguai havia representado um passo decisivo para completar o processo de formação de seu estado nacional, pela eliminação ou incorporação da maioria das oposições provinciais ao governo de Buenos Aires. A oligarquia portenha sentia-se à vontade para aspirar à efetiva aplicação do Tratado da Tríplice Aliança, que lhe daria de presente todo o chaco paraguaio. O governo argentino, chefiado então por Sarmiento (que sucedera a Mitre), e tendo como ministro das relações exteriores Tejedor, empenhou-se em pôr em prática sua política anexionista.(...) As discussões e disputas se arrastaram por dois anos, tornando-se mais graves a partir de janeiro de 1872, quando o barão de Cotegipe assinou um tratado em separado com o governo títere de Asunción. Os protestos de Buenos Aires levaram a um clima em que a possibilidade de guerra contra o Império não era descartada. Principalmente porque o governo do Rio de Janeiro, apresentando-se como "benévolo", perante os paraguaios, contentou-se com a fixação de fronteiras nos limites reivindicados antes da guerra, e contestados por Solano López (...)Finalmente, a 3 de fevereiro de 1876, o Tratado de Irigoyen-Machain entre Buenos Aires e Asunción, aceito pelo Rio de Janeiro, encerrou a questão. Segundo ele, a Argentina teria uma parte do território do Chaco até o rio Pilcomayo, e as tropas brasileiras se retiravam do Paraguai, respeitando as cláusulas brasileiro-paraguaias de 1872."

## Aspectos geográficos
A província de Formosa limita-se ao norte e a leste com o Paraguai, da qual a separam os rios Pilcomayo e Paraguai, respectivamente, e com as províncias do Chaco pelo sul e de Salta pelo oeste. Seu território apresenta um relevo plano. As precipitações constituem um fator de diferenciação espacial já que a metade oriental tem um clima subtropical úmido, enquanto o setor ocidental é semi-árido. A província apresenta uma fitogeografia variada: matas ciliares (isto é, nas margens dos rios), matas com madeira dura como o quebracho, vegetação hidrófila nas áreas pantanosas e matas xerófilas na parte ocidental mais seca.
No leste, a agricultura se caracteriza pela produção de algodão e por uma importante pecuária. A atividade industrial é pouco significativa.

### Divisão administrativa
A província é dividida em nove departamentos que, por sua vez, compreendem 27 municípios, dez comissões de fomento e dezoito juntas vicinais.

Divisão administrativa (departamentos) da província

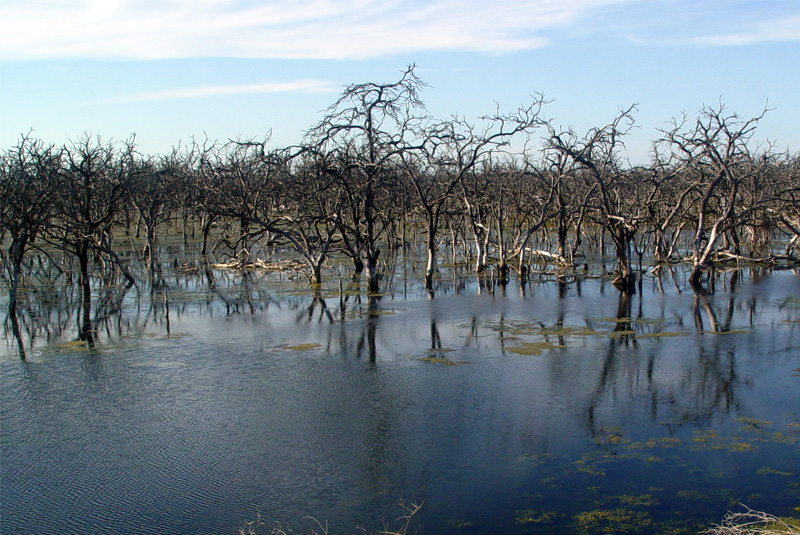
Banhado A estrela, na província de Formosa

| Departamento | Capital                 | Outras localidades |
| ------------ | ----------------------- | --- |
| Bermejo      | Laguna Yema             | Los Chiriguanos, Pozo de Maza, Pozo del Moertero |
| Formosa      | Formosa                 | Colonia Pastoril, Gran Guardia, San Hilario, Mariano Boedo, Mojón de Fierro, Villa del Carmen, Villa Trinidad |
| Laishi       | San Francisco de Laishi | Banco Payaguá, General Lucio V. Mansilla, Herradura, Tatané, Villa Escolar |
| Matacos      | Ingeniero Juárez        | |
| Patiño       | Comandante Fontana      | Bartolomé de las Casas, Colonia Sarmiento, El Recreo, Estanislao del Campo, Fortín Leyes, Fortín Lugones, General Manuel Belgrano, Ibarreta, Juan G. Bazán, Las Lomitas, Posta Cambio Zalazar, Pozo del Tigre, San Martín 1, San Martín 2, Subteniente Perín, Villa General Güemes |
| Pilagás      | El Espinillo            | Buena Vista, Misión Tacaaglé, Portón Negro, Tres Lagunas |
| Pilcomayo    | Clorinda                | Laguna Blanca, Laguna Naick Neck, Palma Sola, Puerto Pilcomayo, Riacho He-Hé, Riacho Negro, Siete Palmas |
| Pirané       | Pirané                  | El Colorado, Mayor Vicente Villafañe, Palo Santo, Villa Dos Trece |
| Ramón Lista  | General Mosconi         | El Potrillo |